# Ko-e
Ko-e (小絵), traduisible par « rouleau miniature », désigne en japonais la peinture narrative sur rouleau de papier miniature. De forme, le ko-e est similaire à l’emaki, mais les rouleaux, supports des calligraphies et peintures, arborent une hauteur moitié moindre, environ de 10 à 18 centimètres seulement. Généralement, un ko-e ne comprend qu’un rouleau contenant en moyenne trois ou quatre sections peintes et calligraphiées. Idéale pour les amateurs, cette réduction de l’espace conduit également les peintres à faire émerger une catégorie distincte de l’emaki par la nécessité d’adapter les compositions à la hauteur.

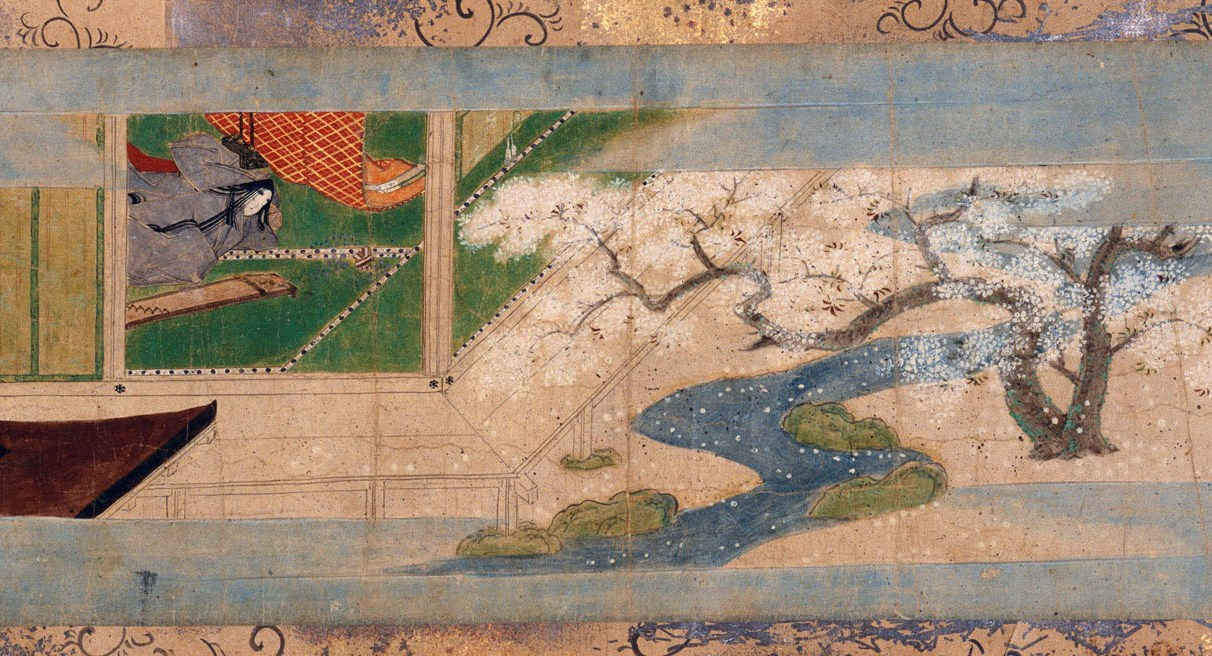
Utatane sōshi emaki, attribué à Tosa Mitsunobu (environ actif 1469-1522). Encre, peinture et or sur papier, 15,4 cm de haut. Musée national de l'histoire du Japon de la préfecture de Chiba.

Le plus ancien ko-e subsistant date du XIVe siècle, mais le genre est typique de la seconde moitié de l’époque de Muromachi, du milieu du XVe siècle au milieu du XVIe siècle.

## Histoire

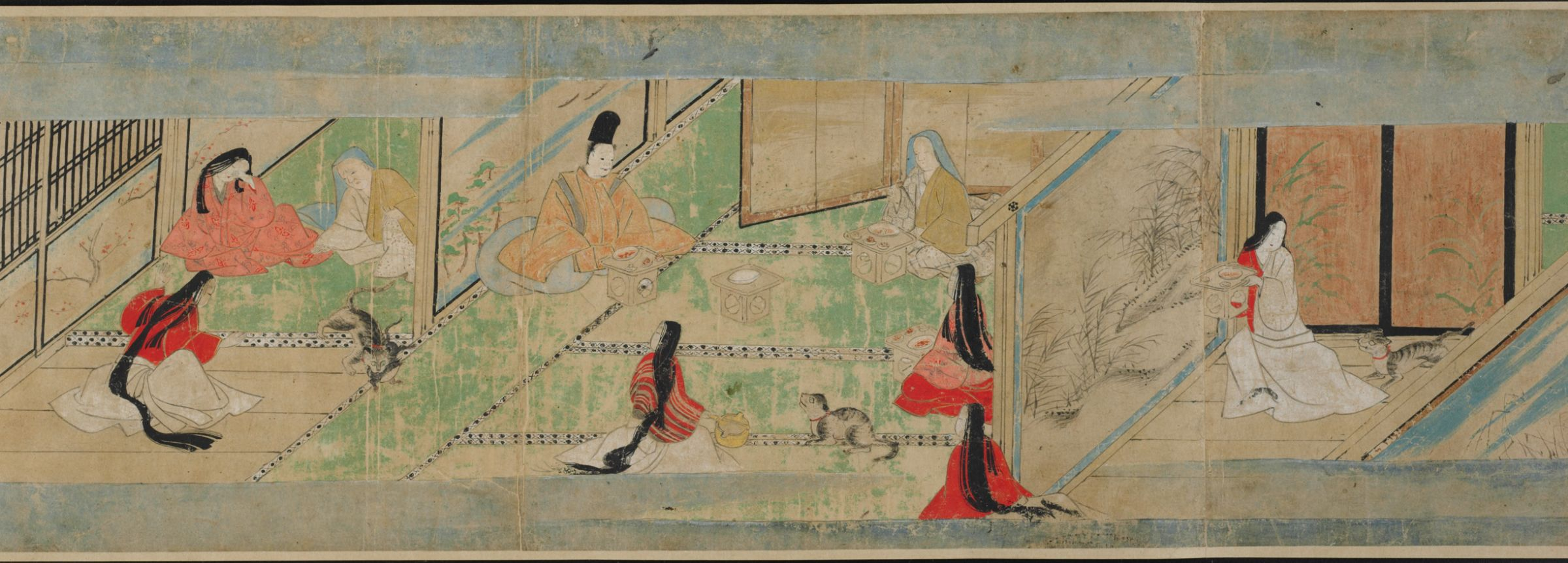
Nezumi sōshi emaki, attribué à Tosa Mitsunobu (environ actif 1469-1522). Encre, peinture et or sur papier, 16,7 cm de haut. Harvard Art Museums.

Le plus vieux ko-e subsistant narre la vie du prince Shōtoku, un des grands artisans de l’implantation du bouddhisme au Japon, en dix rouleaux miniatures de 15,9 cm de haut. Il ne subsiste du XIVe siècle que deux autres ko-e, en noir et blanc (habukyō). Stylistiquement, ces œuvres ne se distinguent pas encore des emaki : les compositions sont simplement conçues à échelle plus réduite, par exemple des scènes de batailles en trois plans dans la biographie du prince Shōtoku. Toutefois, les journaux intimes de l’époque mentionnent l’existence d’autres ko-e.

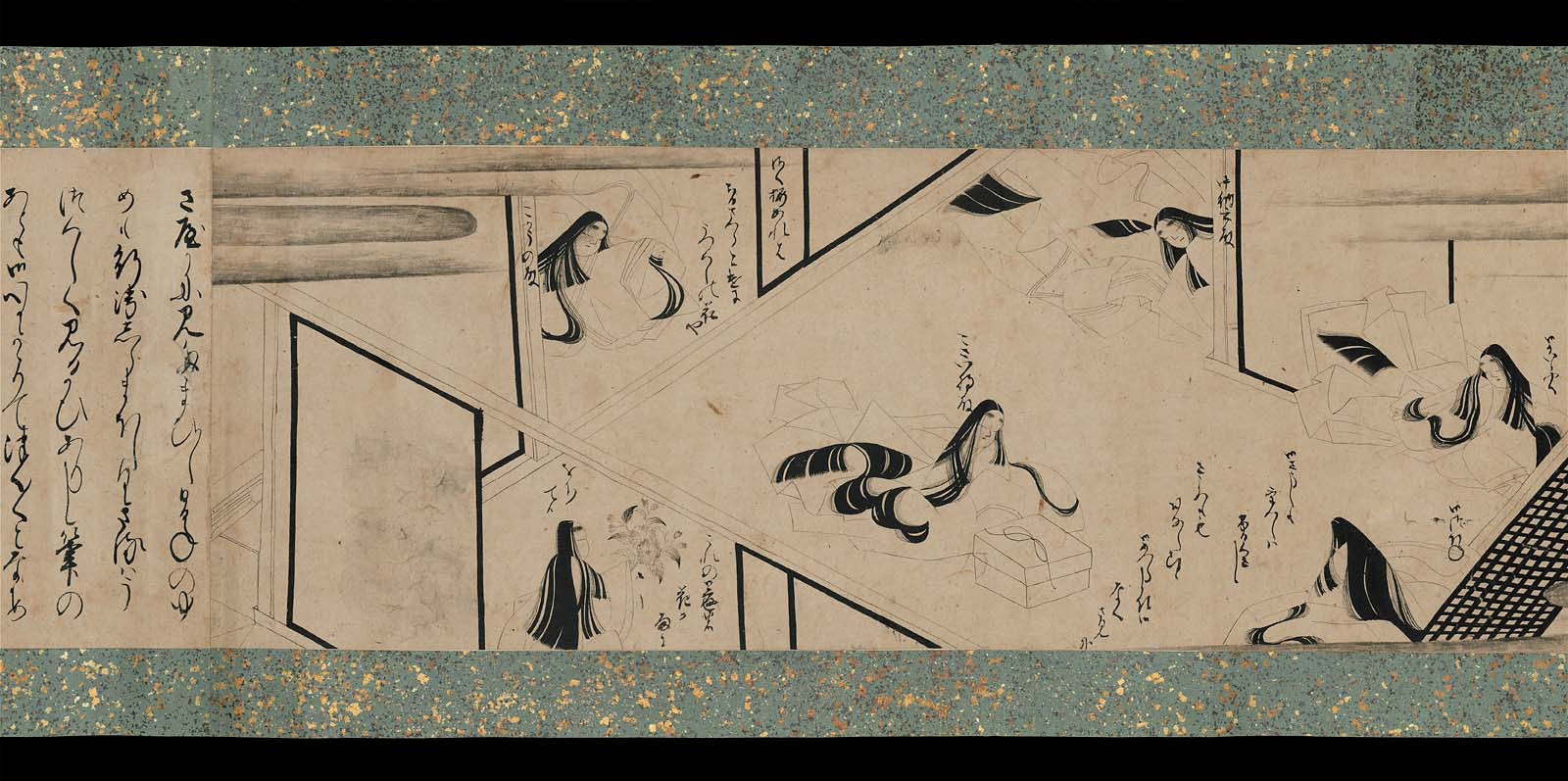
Utatane sōshi emaki, XVIe siècle, auteur inconnu. Encre sur papier, 13,5 cm de haut. Musée des beaux-arts de Boston.

Dans le courant du XVe siècle, le genre du ko-e se distingue de l’art des emaki, tant par une épuration des compositions centrées sur le premier plan que l’évolution des récits qui se concentrent essentiellement sur les fables ou paraboles bouddhiques. À l’inverse des emaki aux histoires souvent riches et denses, les ko-e à partir du XVe siècle sont dédiés à de courts contes populaires et bouddhiques (setsuwa) centrés sur un protagoniste principal uniquement, souvent solitaire comme un moine ou une veuve. Cette période correspond également à la floraison des emaki sur les otogi-zōshi, ces contes populaires, divertissants et faciles d’accès. Le schéma narratif devient plus simple et efficace : le récit commence comme un conte, gagne en intensité, puis finit nécessairement par une morale religieuse, point d’orgue et dénouement, qui amène à réexaminer le conte. La morale bouddhique peut être la prise de conscience de l’impermanence du monde (mujō), la tonsure...
Le ko-e se développe notamment sous l’impulsion de Tosa Mitsunobu et de ses contemporains. Plusieurs œuvres, notamment le Kitsune sōshi emaki, le Jizōdō sōshi emaki, le Suzuriwari sōshi emaki ou le Nezumi no sōshi emaki, ont pu être liées à un même groupe de peintures en raison de leur unité de style (proche de celui de Mitsunobu) et de taille.

## Fonction

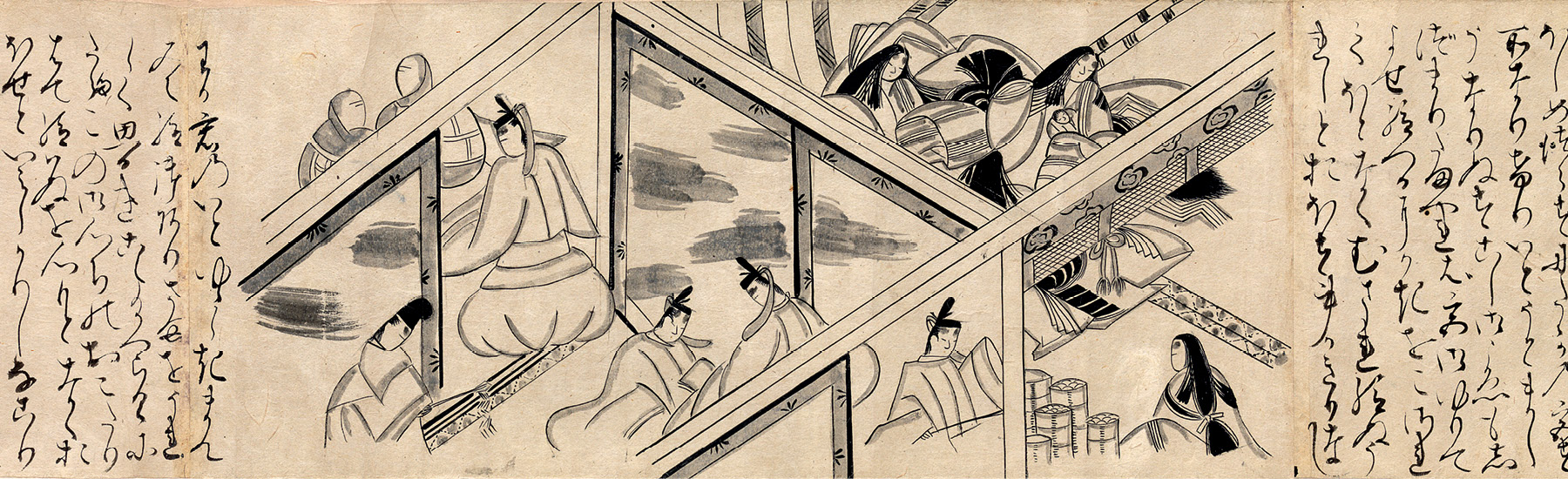
Dit du Genji, XVIe siècle, auteur inconnu. Encre sur papier, 12 cm de haut. Mary Griggs Burke Collection.

La fonction des ko-e ne fait pas encore consensus parmi les historiens de l’art, le genre ayant par ailleurs reçu peu d’attention. Si les premiers rouleaux miniatures étaient probablement idéaux pour les amateurs, Umezu Jirō avance l’hypothèse qu’ils sont ensuite destinés principalement aux femmes et aux enfants, notamment dans l’entourage des nobles et des seigneurs, constituant une sorte de littérature plus enfantine. Auprès des aristocrates, ils avaient fonction de divertissement personnel, comme en témoignent les multiples illustrations du Dit du Genji circulant parmi les dames de la cour. Melissa McCormick en revanche estime que la fonction de ces rouleaux « a plus à voir avec l’intime, l’informel et la personnalisation que l’âge de l’audience », étant conçus spécifiquement pour leur auteur ou commanditaire plutôt que pour une large audience à l’instar des emaki, et le plus souvent par des amateurs.

## Caractéristiques

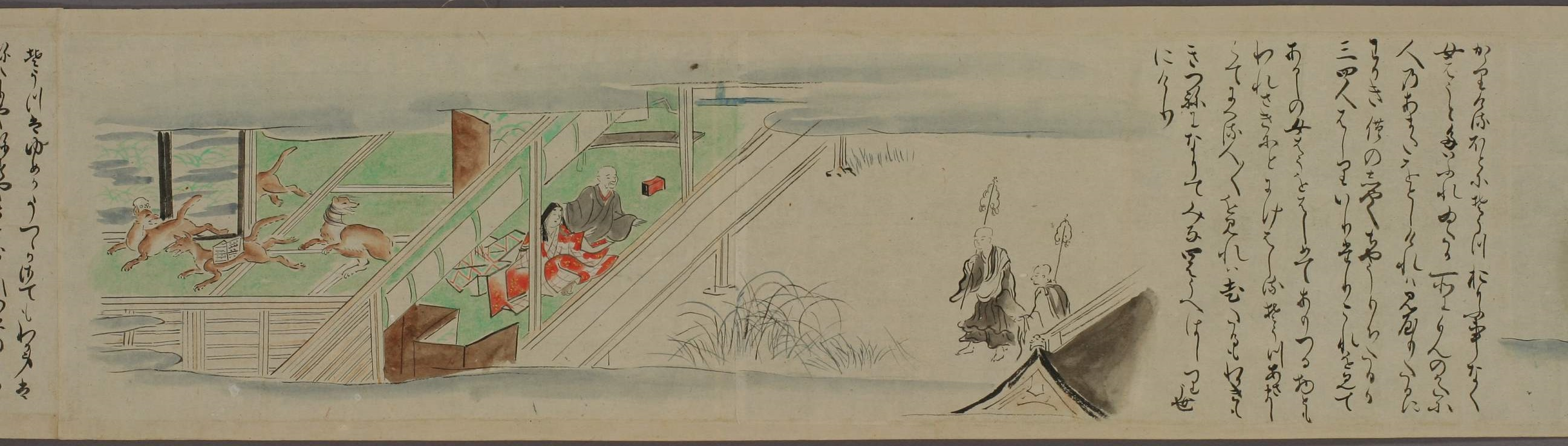
Kitsune sōshi emaki, copie de 1849 (œuvre originale de l'époque de Muromachi). 15 cm de haut. Bibliothèque de l'université Waseda.

Le style des ko-e hérite des techniques de la peinture japonaise en général, avec des compositions adaptées à la taille des rouleaux, par exemple en mettant l’accent sur le premier plan afin de créer une peinture plus intimiste. Contrairement aux emaki qui illustrent en de multiples rouleaux des récits complexes et riches en situations et personnages, les ko-e mettent en scène des récits plus courts et directs en un seul rouleau miniature de quelques sections, généralement de trois à sept seulement : certains artistes tirent parti de ces limites pour obtenir plus d’unité et de cohérence entre les peintures par des liens directs. Le rythme également gagne en cohérence et en régularité. Miya Tsugio note par exemple un rythme ternaire inspiré du théâtre classique dans le Nezumi sōshi emaki.